# فيديريكو كامبل
فيديريكو كامبل (بالإسبانية: Federico Campbell)‏ هو صحفي ومترجم وكاتب مكسيكي، ولد في 1 يوليو 1941 في تيخوانا في المكسيك، وتوفي في 15 فبراير 2014 في مدينة مكسيكو في المكسيك بسبب سكتة.

## وصلات خارجية
- فيديريكو كامبل على موقع IMDb (الإنجليزية)